# Javier Manjarín Pereda
Javier Manjarín Pereda (Gijón, Astúries, 31 de desembre de 1969), és un futbolista asturià ja retirat. Va ser internacional amb la selecció espanyola.

## Biografia
Manjarín es va incorporar als 15 anys a l'Escola de Mareo del Real Sporting de Gijón procedent del Col·legi de la Immaculada (Gijón), on va destacar des dels seus inicis com a futbolista. Passades les seves etapes en el futbol base, és inclòs en la plantilla del Sporting B quan el segon equip jugava en Tercera Divisió. En aquest equip va coincidir amb jugadors que després arribarien a gran fama, com Juanele i Luis Enrique.
Va debutar amb el primer equip del Sporting, en Primera, el 8 d'octubre de 1989, en un partit davant de l'Athletic Club disputat en El Molinón (0-1), participant en 29 partits durant aquesta temporada. A l'any següent va ser titular jugant com davanter a les ordres de Ciriaco Cano i classificant a l'Sporting per a la Copa de la UEFA.
El 1993 fitxa pel Real Club Deportivo de La Corunya, on roman fins a 1999, any que es realitza el seu traspàs al Racing de Santander. Després de dues temporades en el Racing, on disputa 61 partits, juga a Mèxic, primer en l'Atlético Celaya, i posteriorment en el Santos Laguna. Va finalitzar la seva carrera esportiva jugant a l'Atlético Arteixo.
Va formar part de la selecció espanyola sub-21 que va aconseguir l'or en els Jocs Olímpics de Barcelona 1992. Després de l'èxit en la selecció olímpica, va debutar com a internacional absolut amb la selecció espanyola el 6 de setembre de 1995 a Granada, davant la selecció de futbol de Xipre. Va ser internacional en 13 partits, disputant l'Eurocopa de futbol 1996.

### Participacions a Eurocopes
| Eurocopa                   | País       | Resultat     |
| -------------------------- | ---------- | ------------ |
| Eurocopa de futbol de 1996 | Anglaterra | 4ts de final |

### Participacions en Jocs Olímpics
| Jocs Olímpics         | Ciutat    | Resultat |
| --------------------- | --------- | -------- |
| Jocs Olímpics de 1992 | Barcelona | Or       |

## Clubs
| Club                             | País            | Any         |
| -------------------------------- | --------------- | ----------- |
| Real Sporting de Gijón           | Lliga espanyola | 1989 - 1993 |
| Real Club Deportivo de La Coruña | Lliga espanyola | 1993 - 1999 |
| Real Racing Club de Santander    | Lliga espanyola | 1999 - 2001 |
| Atlético Celaya                  | Lliga mexicana  | 2001 - 2002 |
| Santos Laguna                    | Lliga mexicana  | 2002 - 2003 |
| Atlético Arteixo                 | Lliga espanyola | 2004 - 2005 |